# Фоминское (деревня, Москва)
Фоминское — деревня в Троицком административном округе Москвы (до 1 июля 2012 года была в составе Наро-Фоминского района Московской области). Входит в состав района Троицк.

## Население
| 1859 | 1890 | 1899 | 1926 | 2002 | 2006 | 2010 |
| ---- | ---- | ---- | ---- | ---- | ---- | ---- |
| 158  | ↗183 | ↘122 | ↗260 | ↘13  | ↘9   | ↗20  |

Согласно Всероссийской переписи, в 2002 году в деревне проживало 13 человек (6 мужчин и 7 женщин). По данным на 2005 год, в деревне проживало 9 человек.

## География
Деревня Фоминское находится в северной части Троицкого административного округа, у границы с Новомосковским административным округом, на левом берегу реки Десны примерно в 5 км к северу от центра города Троицка. В 2 км к юго-востоку от деревни проходит Калужское шоссе А130.
В деревне 31 улица, 3 переулка, приписано 2 садоводческих товарищества и несколько кооперативов. ближайшие населённые пункты — деревни Жуковка и Конюшково.

## История
В «Списке населённых мест» 1862 года — казённая деревня 1-го стана Подольского уезда Московской губернии, по правую сторону старокалужского тракта, в 18 верстах от уездного города и 26 верстах от становой квартиры, при реке Десне, с 33 дворами и 158 жителями (57 мужчин, 101 женщина).
По данным на 1899 год — деревня Десенской волости Подольского уезда с 122 жителями.
В 1913 году — 34 двора.
По материалам Всесоюзной переписи населения 1926 года — деревня Клоковского сельсовета Десенской волости Подольского уезда в 3,2 км от Калужского шоссе и 16 км от станции Крёкшино Киево-Воронежской железной дороги, проживало 260 жителей (123 мужчины, 137 женщин), насчитывалось 50 крестьянских хозяйств, имелась кузница.
1929—1946 гг. — населённый пункт в составе Красно-Пахорского района Московской области.
1946—1957 гг. — в составе Калининского района Московской области.
1957—1960 гг. — в составе Ленинского района Московской области.
1960—1963, 1965—2012 гг. — в составе Наро-Фоминского района Московской области.
1963—1965 гг. — в составе Звенигородского укрупнённого сельского района Московской области.